# Заайдарівка
Заайда́рівка — село в Україні, у Новопсковській селищній громаді Старобільського району Луганської області. Населення становить 1586 осіб.

## Історія
Село постраждало внаслідок геноциду українського народу, вчиненого радянським урядом у 1932—1933 роках, кількість встановлених жертв — 233 особи.

## Населення
Згідно з переписом УРСР 1989 року чисельність наявного населення села становила 1665 осіб, з яких 759 чоловіків та 906 жінок..
За переписом населення України 2001 року в селі мешкала 1581 особа.

### Мова
Розподіл населення за рідною мовою за даними перепису 2001 року:
| Мова       | Відсоток |
| ---------- | -------- |
| українська | 92,94 %  |
| російська  | 6,87 %   |
| вірменська | 0,13 %   |